# Dordogne (rivier)
De Dordogne is een rivier in Frankrijk die ontspringt in Mont-Dore uit de Dore en de Dogne op de noordflank van de Puy de Sancy, de hoogste top van het Centraal Massief. Vanaf de bron tot de uitmonding in de Gironde is de lengte 483 km.

## Loop
Kort na de bron stroomt de Dordogne langs het kuuroord La Bourboule om daarna haar loop pal zuid te vervolgen. Op de bovenloop van de rivier werden tussen Bort-les-Orgues en Argentat vanaf 1932 tot 1957 vijf stuwdammen en hydro-elektrische centrales gebouwd die door de staatsmaatschappij Electricité de France uitgebaat worden. Vanaf de bron zijn dit: Barrage de Bort-les-Orgues - Barrage de Marèges - Barrage de l'Aigle - Barrage du Chastang - Barrage de Sablier. Daarna zijn er voor Bergerac nog twee kleine barrages en na Bergerac nog een kleintje. 

### Bevaarbaarheid
Vanaf Argentat stroomt de Dordogne westwaarts door de Périgord langs Souillac en Bergerac. Argentat was historisch de plek van waaraf de Dordogne bevaarbaar werd met de zogenaamde gabare, een platbodem die ook van een zeil kon voorzien worden. Op de terugweg werden de boten stroomopwaarts getrokken met mankracht of door lastdieren. Deze beroepsvaart liep vanaf het einde van de 19e eeuw sterk terug door de concurrentie van de spoorweg om midden 20e eeuw geheel te verdwijnen. Anno 2015 wordt de ondiepe rivier met stroomversnellingen tot Saint-Pierre-d'Eyraud nog met kano's bevaren. Vanaf daar is de Dordogne bevaarbaar voor de gemotoriseerde pleziervaart. Ter hoogte van Lalinde werd parallel aan de rivier een vijftien kilometer lang kanaal gebouwd om de plaatselijke stroomversnellingen te omzeilen.

### Monding
In Libourne wordt de Dordogne een brede rivier, onderhevig aan de getijden en bij de "Bec d'Ambès" ten noorden van Bordeaux vloeit ze samen met de Garonne om de Gironde te vormen en uit te monden in de Atlantische Oceaan bij Royan. Bij springtij doet zich van bij de monding tot ongeveer 30 km landinwaarts het fenomeen van vloedbranding voor, in de streek bekend als "le mascaret".

## Geografie
Departementen aan de Dordogne:
- Puy-de-Dôme (63)
- Cantal (15)
- Corrèze (19)
- Lot (46)
- Dordogne (24)
- Gironde (33)

Steden aan de Dordogne:
- La Bourboule
- Argentat
- Souillac
- Bergerac
- Libourne

Zijrivieren van de Dordogne:
- Maronne
- Cère
- Vézère
- Isle

Grotten met prehistorische tekeningen in het Dordognegebied:
- In het departement Dordogne (zie ook grotten van Dordogne)
  - Lascaux
  - Grotte de Rouffignac
  - Grotte Cap Blanc
  - Bernifal
  - Grottes des Combaralles
- In het departement Lot:
  - Grottes de Cougnac
  - Grotte des Merveilles
  - Grottes de Lacave

Op 11 juli 2012 is het hele stroomgebied van de Dordogne  geclassificeerd als een biosfeerreservaat door de UNESCO.

## Naam
Etymologisch gaat de naam van de rivier terug op de prekeltische klanken Dor, Dur, Dro of Dru ("snel") en het eveneens prekeltische achtervoegsel -onia ("rivier"). De oudste overgeleverde vormen van de naam zijn Duranius (5e eeuw) en Duronnia (6e eeuw). De naam Dordogne verscheen pas in de 17e eeuw. De verklaring dat de naam Dordogne een samenvoeging is van de riviernamen Dore en Dogne is een foute etymologische verklaring die ontstond in de 19e eeuw.
- Biblioteca Nacional de España: XX5591986
- Bibliothèque nationale de France: cb11937044s (data)
- Gemeinsame Normdatei: 4091152-4
- Library of Congress Control Number: sh85039092
- Nationale Bibliotheek van Tsjechië: ge129067
- Nationale Bibliotheek van Israël: 987007560321505171
- Système universitaire de documentation: 027297853
- Virtual International Authority File: 172225064